# Liste der Bodendenkmale in Mühlenberge
In der Liste der Bodendenkmale in Mühlenberge sind alle Bodendenkmale der brandenburgischen Gemeinde Mühlenberge und ihrer Ortsteile aufgelistet. Grundlage ist die Veröffentlichung der Landesdenkmalliste mit dem Stand vom 31. Dezember 2020.

## Bodendenkmale in den Ortsteilen
In den Spalten befinden sich folgende Informationen:
- Nummer: Die Nummer wird vom Brandenburgischen Landesamt für Denkmalpflege vergeben.
- Flur: die Flurnummer(n) des Denkmales in der jeweiligen Gemarkung und die geographischen Koordinaten Kartenansicht, um Koordinaten zu setzen
- Kurzansprache: Bezeichnung in den offiziellen Listen des Brandenburgischen Landesamtes für Denkmalpflege.
- Bemerkung: weitere Informationen zum Denkmal
- Bild: ein Bild des Denkmales

### Senzke
| Nummer | Flur     | Kurzansprache | Bemerkung                                                                                | Bild |
| ------ | -------- | --- | ---------------------------------------------------------------------------------------- | ---- |
| 50108  | 1 (Lage) | Einzelfund Urgeschichte, Einzelfund deutsches Mittelalter, Gräberfeld Eisenzeit, Siedlung Bronzezeit, Siedlung Eisenzeit, Siedlung römische Kaiserzeit, Einzelfund Neuzeit | Liegt auch in der Gemarkung Wagenitz                                                     | BW   |
| 50139  | 4 (Lage) | Siedlung Urgeschichte | Liegt auch in der Gemarkung Kriele (siehe Liste der Bodendenkmale in Kotzen (Havelland)) | BW   |

### Wagenitz
| Nummer | Flur                 | Kurzansprache | Bemerkung                          | Bild |
| ------ | -------------------- | --- | ---------------------------------- | ---- |
| 50061  | 1, 3, 6, 8, 9 (Lage) | Schloss Neuzeit, Dorfkern Neuzeit, Siedlung slawisches Mittelalter, Einzelfund Völkerwanderungszeit, Dorfkern Mittelalter                                                  |                                    | BW   |
| 50104  | 2 (Lage)             | Gräberfeld Bronzezeit, Gräberfeld Eisenzeit |                                    | BW   |
| 50106  | 3 (Lage)             | Gräberfeld Urgeschichte |                                    | BW   |
| 50108  | 9 (Lage)             | Einzelfund Urgeschichte, Einzelfund deutsches Mittelalter, Gräberfeld Eisenzeit, Siedlung Bronzezeit, Siedlung Eisenzeit, Siedlung römische Kaiserzeit, Einzelfund Neuzeit | Liegt auch in der Gemarkung Senzke | BW   |